# Ari Þorgilsson
Ari Þorgilsson (1067 - 9 november 1148) was IJslands eerste en een van de belangrijkste kroniekschrijvers. Hij was de eerste proza-auteur en historisch geschiedschrijver op IJsland en hij wordt beschouwd als de grondlegger van de IJslandse literatuur. Daarnaast was het uitzonderlijk dat hij in het Oud-Noors schreef, in plaats van in het Latijn, wat in die tijd gebruikelijk was. Snorri Sturluson memoreert in zijn voorwoord van de Heimskringla aan Ari als de eerste persoon van IJsland die in zijn eigen taal schreef.
Ari werd al eerder als een belangrijk auteur erkend. In IJslands eerste grammaticahandboek (Fyrsta málfræðiritgerðin), uit ongeveer 1160, wordt hij al als een bijzonder man aangehaald wegens zijn schrijven van prozawerk, wat destijds erg ongewoon was. Ari was bekend met de Latijnse geschiedschrijving, maar hij was ook vermaard om zijn vertelkunst van IJslandse volksverhalen.
De betekenis die Ari Þorgilsson voor de IJslandse geschiedschrijving heeft, ligt in het feit dat hij de eerste was die vanuit een historisch besef de IJslandse cultuur tot een eigen identiteit verhief, en, iets wat destijds zeer ongebruikelijk was, zijn teksten in de eigen landstaal schreef. Veel van wat wij nu over de vroege IJslandse geschiedenis, het leven, de religie of staatsinrichting weten, is aan hem te danken.
Ari Þorgilsson staat ook bekend als Ari inn fróði (Ari de Geleerde).

## Biografie
Ari Þorgilsson stamt af van een familie van hoge afkomst uit Helgafell, Snæfellsnes. Het Landnámabók somt zijn voorouders tot acht generaties terug op, tot koning Ólafr Hvíti (Olaf de Witte) en zijn vrouw koningin Auðr, ook bekend als Unnr inn djúpúðga (Unn de Bedachtzame, zie ook de Laxdæla saga, de Eyrbyggja saga en de saga van Erik de Rode), aan toe. Aan vaderszijde was hij de achterkleinzoon van Guðrún Ósvífsdóttir, de vrouwelijke hoofdpersoon uit de Laxdæla saga. Ari's vader Þorgils verdronk op jonge leeftijd, zodat hij bij zijn grootvader Gellir terechtkwam. Later woonde hij bij zijn oom Þorkell, Þorgils’ broer. Toen Ari 7 jaar oud was ging hij naar Hallr Þórarinsson die in Haukadalur (Haviksdal) in Zuid-IJsland woonde. Halldr was een bijzonder wijs man die erg veel kennis had. Ari bleef daar veertien winters (jaar), en kreeg ondertussen in Skálholt als student van Teitur Ísleifsson (volgens het Íslendingabók zijn pleegvader en iemand die Ari als de meest wijze onder alle mannen beschouwde), zoon van de eerste bisschop van IJsland Ísleifur Gissurarson, zijn geestelijke opleiding. Volgens zowel Ari als Snorri Sturluson kreeg Ari zijn kennis niet alleen van Hallr en Teitur, maar beiden vertellen ook dat Þurið Snorrisdóttir, de dochter van de in IJsland zeer bekende Snorri goði (Snorri de priester), de derde persoon was waar Ari zeer veel van geleerd heeft.
... daarom is het niet verwonderlijk dat Ari veel oude verhalen kende, zowel uit ons eigen land als ook uit het buitenland, en niet alleen omdat hij ze van oude en wijze mannen leerde, maar ook omdat hij zelf een geestdriftig man met een vruchtbaar geheugen was, aldus Snorri Sturluson.
In Staðr, in de omgeving van Helgafell, werd Ari tot priester gewijd. Ari was getrouwd, en had een zoon en dochter. Ari Þorgilsson stierf op 81-jarige leeftijd.

## Ari’s werken
Naar Ari zijn verschillende werken terug te voeren, waarvan een aantal de aanduiding -bók (boek) voeren. Dit mag eveneens als teken van Ari’s historisch besef worden opgevat, omdat hij zo onderscheid wilde maken tussen zijn eigen werken en datgene wat reeds als mondelinge overleveringen aanwezig was, de saga’s.
- Het Íslendingabók, het Boek der IJslanders uit 1120 dat in 12 hoofdstukken een aantal belangrijke historische gebeurtenissen in detail beschrijft, is het enige werk waarvan bewezen is dat Ari die geschreven heeft.

- Van de nu verloren oorspronkelijke versie van het Landnámabók, het Boek der Landname (over de kolonisatie van IJsland), wordt aangenomen dat Ari daar een wezenlijke bijdrage aan heeft geleverd. Hij zou dit werk samen met Kolskeggr Ásbjarnarson inn fróði geschreven hebben.

- De zogenaamde Ævi Snorra goði over het leven van de Snorri goði, de vader van Ari’s lerares Þurið Snorrisdóttir, een zeer belangrijk persoon die in het oude IJsland een prominente rol heeft gespeeld, en die ook in meerdere saga’s figureert (bijvoorbeeld in de Eyrbyggja saga of Njáls saga).

- Een genealogie van Ari’s familie, die samen met het Íslendingabók is overgeleverd.
- Een lijst van adellijke priesters uit het jaar 1143.

- Bibsys: 94010178
- CiNii: DA06884644
- Gemeinsame Normdatei: 100418996
- International Standard Name Identifier: 0000 0001 0962 351X
- Library of Congress Control Number: nr93039581
- Nationale Bibliotheek van Tsjechië: mub20231180779
- Nationale Bibliotheek van Israël: 987007286609505171
- Nationale Bibliotheek van Polen: a0000002659608
- Nederlandse Thesaurus van Auteursnamen: 071335285
- LIBRIS: 212479
- Système universitaire de documentation: 059065613
- Virtual International Authority File: 29507857
- WorldCat: E39PBJrwQp7vCvbpphyWVDjt8C